# Jensit
Jensit (también escrito como Jensyt o Jensut) es una diosa menor de la mitología egipcia, la esposa de Sopdu.

## Iconografía
Aparece representada como una mujer con un tocado al estilo de Hathor (el disco solar entre dos cuernos) o con la pluma de Maat.
El uraeus es también uno de sus símbolos.

## Mitología
Considerada una de las muchas hijas del dios Ra, Jensit aparece mencionada en los Textos de las Pirámides como una diosa de atribuciones solares relacionada con los abalorios y diademas reales, siendo uno de sus nombres el de dueña de las coronas (nebet khâu).
Durante un tiempo se pensó que su propio nombre era también usado para referirse a ciertos peinados u ornamentos, por textos en las que se la menciona así: "Jensit que estás sobre la cabeza de Ra"..."Jensit que estás sobre la cabeza de Sopdu".
Su nombre significa "placenta", y se piensa que era una deidad relacionada con la misma, siendo esta muy importante en la cultura egipcia por las muchas creencias que había sobre ella y sus propiedades.
En algunos escritos también se la menciona como la responsable de reunir al difunto con su familia.
Por sincretismo, suele relacionarse con Hathor de la misma forma que su esposo es relacionado con Horus.